# Shadinia
Shadinia is een geslacht van weekdieren uit de klasse van de Gastropoda (slakken).

## Soort
- Shadinia terpoghassiani (Shadin, 1952)